# Nakoaktok
Nakoaktok (Nakwakto, Nakwaxda'xw, ʼNakʼwaxdaʼx̱w), Jedno od plemena iz Grupe Kwakiutl, porodica Wakashan nastanjeno u Britanskoj Kolumbiji na Seymour Inletu. Prema Boasu sastojali su se od rodova Gyeksem, Kwakokutl, Sisintlae, Tsitsimelekala i Walas. Danas žive s Goasila Indijancima pod plemenskim imenom Gwa'sala-'Nakwaxda'xw na zapadnoj obali zaljeva Hardy Bay, upravo sjeverno od Port Hardyja.
Dawson navodi nekoliko njihovih sela, i to Kikwistok, Mapakum (ljetno naselje) i ribarsku postaju Awuts.
Nakoaktok Indijanci pomiješali su se 1964. s plemenom Goasila (Gwa'sala) i Kwawkewlth. Godine 1981. plemena Quawahelah i Nakwakto su se odvojili od Kwawkewltha, stvorivši tako opet dva plemena Tsulquate i Kwawkewlth. Godine 1985. pleme Tsulquate mijenja ime u Gwa'sala-Nakwaxda'xw. Ovi Indijanci danas imaju 26 malenih rezervi na kojima danas živi oko 370 pripadnika plemena i 80 van njega. Na rezervatu se nalaze Band Office, zgrada u kojoj drže svoje umjetnine i osnovnu školu. Šumarstvo, rudarstvo, turizam i naravno ribolov, glavne su im današnje aktivnosti. Njihovi srodnici Kwawkewlth kasnije su promijenili ime u Kwakiutl Indian Band.

## Jezik
Goasila i Nakoaktok govore dijalekte Gwa’cala i ‘Na‘kwala jezika Kwak̓wala.

## Sela
- Nakoaktok sa Seymour Inleta.
  - Awuts, na laguni kod Shelter Baya ,
  - Kikwistok Seymour Inlet
  - Mapakum na Walker Group (Deserter's Island)

- Pleme Goasila imala je selo na Smith Inletu. 
  - Waitlas, na ušću rijeke Samo,

## Vanjske poveznice
- Foto galerija
- Kwakiutl Indian Tribe History